# ATP Zhuhai
Das ATP-Turnier von Zhuhai (offiziell Huajin Securities Zhuhai Championships) war ein chinesisches Tennisturnier der ATP Tour, das zuletzt in Zhuhai stattfand.

## Geschichte
Das Turnier wurde 2014 erstmals ausgetragen und ersetzte das Turnier von Bangkok. Es fand in den ersten fünf Jahren in Shenzhen im Shenzhen Longgang Sports Center statt. 2019 zog es weiter nach Zhuhai, wo es im Hengqin International Tennis Center gespielt wurde. Nach einer Pause infolge der COVID-Pandemie fand das Turnier 2023 erst wieder statt. Der Wettbewerb wurde stets auf Hartplätzen im Freien ausgerichtet und zählte zur Kategorie ATP Tour 250.
Das Turnier zog 2024 nach Hangzhou.

## Siegerliste
Rekordsieger im Einzel ist Tomáš Berdych mit zwei Erfolgen.

### Einzel
| Austragungsort | Jahr                         | Sieger             | Finalgegner            | Finalergebnis   |
| -------------- | ---------------------------- | ------------------ | ---------------------- | --------------- |
| Zhuhai         | 2023                         | Karen Chatschanow  | Yoshihito Nishioka     | 7:62, 6:1       |
| Zhuhai         | 2020–2022: nicht ausgetragen |                    |                        |                 |
| Zhuhai         | 2019                         | Alex de Minaur     | Adrian Mannarino       | 7:64, 6:4       |
| Shenzhen       | 2018                         | Yoshihito Nishioka | Pierre-Hugues Herbert  | 7:5, 2:6, 6:4   |
| Shenzhen       | 2017                         | David Goffin       | Oleksandr Dolhopolow   | 6:4, 6:75, 6:3  |
| Shenzhen       | 2016                         | Tomáš Berdych (2)  | Richard Gasquet        | 7:65, 6:72, 6:3 |
| Shenzhen       | 2015                         | Tomáš Berdych (1)  | Guillermo García López | 6:3, 7:67       |
| Shenzhen       | 2014                         | Andy Murray        | Tommy Robredo          | 5:7, 7:69, 6:1  |

### Doppel
| Austragungsort | Jahr                         | Sieger                         | Finalgegner                        | Finalergebnis     |
| -------------- | ---------------------------- | ------------------------------ | ---------------------------------- | ----------------- |
| Zhuhai         | 2023                         | Jamie Murray Michael Venus     | Nathaniel Lammons Jackson Withrow  | 6:4, 6:4          |
| Zhuhai         | 2020–2022: nicht ausgetragen |                                |                                    |                   |
| Zhuhai         | 2019                         | Sander Gillé Joran Vliegen     | Marcelo Demoliner Matwé Middelkoop | 7:62, 7:64        |
| Shenzhen       | 2018                         | Joe Salisbury Ben McLachlan    | Robert Lindstedt Rajeev Ram        | 7:65, 7:64        |
| Shenzhen       | 2017                         | Alexander Peya Rajeev Ram      | Nikola Mektić Nicholas Monroe      | 6:3, 6:2          |
| Shenzhen       | 2016                         | Fabio Fognini Robert Lindstedt | Oliver Marach Fabrice Martin       | 7:64, 6:3         |
| Shenzhen       | 2015                         | Jonathan Erlich Colin Fleming  | Chris Guccione André Sá            | 6:1, 6:73, [10:6] |
| Shenzhen       | 2014                         | Jean-Julien Rojer Horia Tecău  | Sam Groth Chris Guccione           | 6:4, 7:64         |